# جلم ماء البحر المتوسط

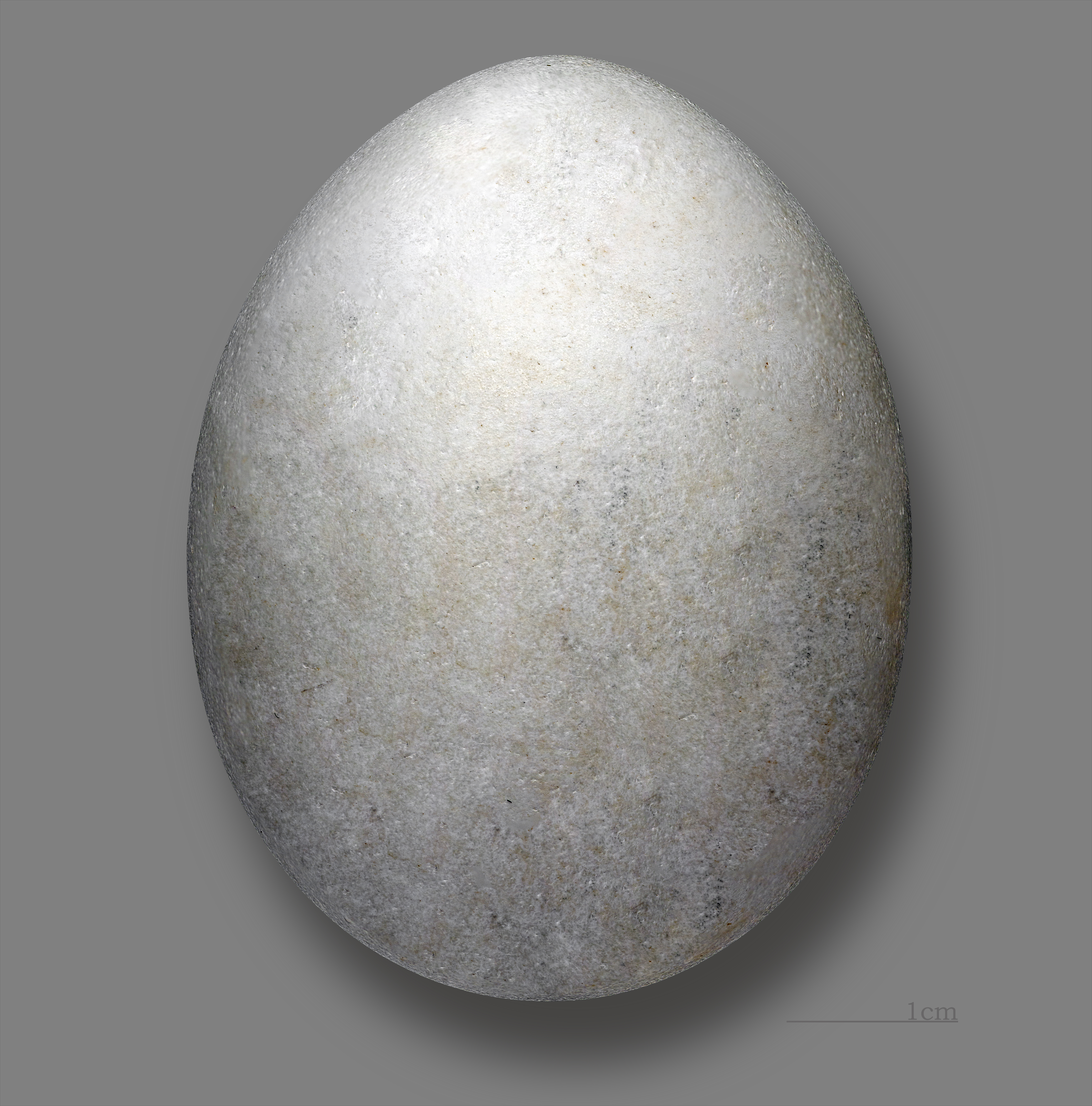
جلم ماء البحر المتوسط

جلم البحر الأبيض المتوسط  (الاسم العلمي: Puffinus  yelkouan) (بالإنجليزية: Yelkouan  Shearwater)‏ هو طائر ينتمي إلى طيور بترل (فصيلة: Procellariidae).